# وزغ‌ماهی تیره
وزغ‌ماهی تیره (نام علمی: Neophrynichthys latus) نام یک گونه از تیره ماهیان کله‌گنده است.